# Louis Esterhuizen
Louis Esterhuizen, né en 1955, est un poète sud-africain de langue afrikaans.

## Biographie
Louis Lodewickus Barend Esterhuizen, né le 30 août 1955, grandit en Rhodésie puis dans l'État libre d'Orange, en Afrique du Sud. Il est titulaire d'une licence ès-lettres de l'université d'Afrique du Sud (UNISA). Il a été professeur de lycée pendant 25 ans et directeur-adjoint du Pretoria Boys High School, prestigieux lycée anglophone de Pretoria. Il s'installe en 1999 à Stellenbosch, dans la province du Cap, où il dirige depuis 2002 la librairie Protea. Avec sa femme, Marlise Joubert, poète et peintre, il organise et anime de 2005 à 2010 le festival de poésie Versindaba de Stellenbosch. Il est l'un des fondateurs et l'un des principaux contributeurs de la revue de poésie en ligne versindaba.

## Œuvre
Louis Esterhuizen débute en poésie en 1986 par la publication d'un recueil intitulé Stilstuipe. Il est l'auteur à ce jour de 10 recueils de poésie.
- 1986 Stilstuipe
- 1988 Op die oog af
- 1996 Die onderwaterweg
- 1997 Patzers
- 2002 Opslagsomer
- 2004 Liefland
- 2007 Sloper
- 2010 Wat die water onthou
- 2012 Amper elders
- 2014 Die afwesigheid van berge

## Prix et distinctions
- 2011 Prix Protea pour Wat die water onthou (Ce dont l'eau se souvient)